# Hockey su prato ai Giochi della XXVII Olimpiade

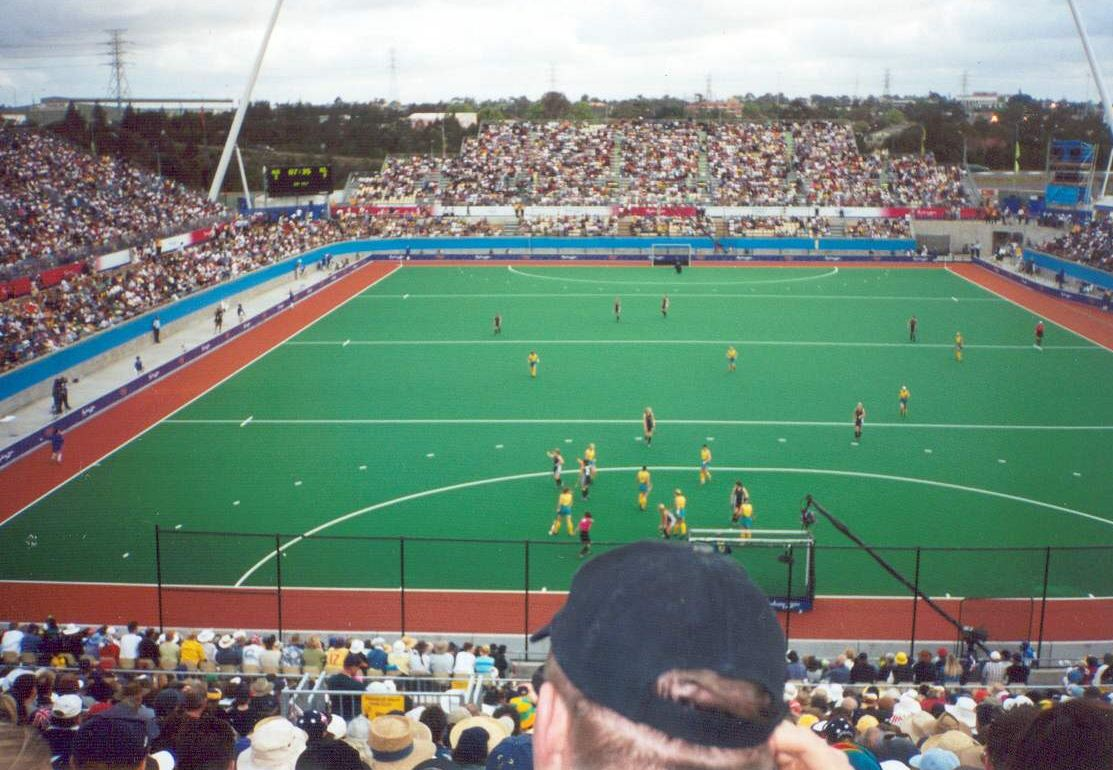
L'incontro Australia - Paesi Bassi

Le gare di hockey su prato alle olimpiadi estive del 2000 si sono svolte a Sydney.

## Podi

### Gara maschile
| Evento                   | Oro         | Argento       | Bronzo    |
| Hockey su prato maschile | Paesi Bassi | Corea del Sud | Australia |

### Gara femminile
| Evento                    | Oro       | Argento   | Bronzo      |
| Hockey su prato femminile | Australia | Argentina | Paesi Bassi |

## Medagliere per nazioni
| Pos.   | Nazione       | Oro | Argento | Bronzo | Totale |
| ------ | ------------- | --- | ------- | ------ | ------ |
| 1      | Australia     | 1   | 0       | 1      | 2      |
| 1      | Paesi Bassi   | 1   | 0       | 1      | 2      |
| 3      | Argentina     | 0   | 1       | 0      | 1      |
| 3      | Corea del Sud | 0   | 1       | 0      | 1      |
| Totale | Totale        | 2   | 2       | 2      | 6      |